# Discografia degli OneRepublic
La discografia degli OneRepublic, gruppo musicale pop rock statunitense attivo dal 2007, si compone di sei album in studio, uno dal vivo, una raccolta, quattro EP e più di quaranta singoli.

## Album

### Album in studio
| Anno | Titolo | Classifiche | Classifiche | Classifiche | Classifiche | Classifiche | Classifiche | Classifiche | Classifiche | Classifiche | Classifiche | Certificazioni                                                                                          |
| Anno | Titolo | USA         | AUS         | AUT         | CAN         | FRA         | GER         | ITA         | NZL         | SWI         | UK          | Certificazioni                                                                                          |
| ---- | --- | ----------- | ----------- | ----------- | ----------- | ----------- | ----------- | ----------- | ----------- | ----------- | ----------- | --- |
| 2007 | Dreaming Out Loud - Pubblicato: 20 novembre 2007 - Etichetta: Mosley Music Group - Formati: CD, download digitale     | 14          | 4           | 14          | 7           | 4           | 7           | 29          | 3           | 8           | 2           | - AUS: Oro - AUT: Platino - GER: Platino - SWI: Oro - UK: Platino - USA: Oro                            |
| 2009 | Waking Up - Pubblicato: 17 novembre 2009 - Etichetta: Mosley Music Group - Formati: CD, download digitale             | 21          | —           | 28          | —           | 29          | 19          | 77          | —           | 14          | 29          | - AUT: Platino - GER: Platino - UK: Argento - USA: Oro                                                  |
| 2013 | Native - Pubblicato: 26 marzo 2013 - Etichetta: Mosley Music Group - Formati: CD, download digitale                   | 4           | 8           | 5           | 12          | 12          | 4           | 31          | 12          | 4           | 9           | - AUS: Platino - CAN: Platino (3) - GER: Platino - ITA: Oro - SWI: Platino - UK: Platino - USA: Platino |
| 2016 | Oh My My - Pubblicato: 7 ottobre 2016 - Etichetta: Mosley Music Group - Formati: CD, download digitale                | 3           | 8           | 8           | 4           | 5           | 6           | 9           | 5           | 3           | 6           | - ITA: Oro - UK: Argento                                                                                |
| 2021 | Human - Pubblicato: 27 agosto 2021 - Etichetta: Mosley Music Group - Formati: CD, LP, download digitale               | 11          | 10          | 7           | 12          | 39          | 8           | 15          | 14          | 3           | 30          | - ITA: Oro - SWI: Platino                                                                               |
| 2024 | Artificial Paradise - Pubblicato: 12 luglio 2024 - Etichetta: Mosley Music Group - Formati: CD, LP, download digitale | 50          | 61          | 8           | 24          | 14          | 23          | 36          | 25          | 8           | 46          | |

### Album dal vivo
| Anno | Titolo                                                                                                   |
| ---- | --- |
| 2014 | iTunes Session - Pubblicato: 22 luglio 2014 - Etichetta: Mosley, Interscope - Formati: download digitale |

### Raccolte
| Anno | Titolo |
| ---- | --- |
| 2023 | Japan Paradise Tour Edition - Pubblicato: 15 febbraio 2023 - Etichetta: Mosley, Interscope - Formati: CD                     |
| 2025 | OneRepublic: The Collection - Pubblicato: 15 agosto 2025 - Etichetta: Mosley, Interscope - Formati: CD, LP, formato digitale |

## Extended play
| Anno | Titolo                                       |
| ---- | -------------------------------------------- |
| 2008 | Stop and Stare Video (The Stripped Sessions) |
| 2008 | Live Session                                 |
| 2010 | Live from Zurigo                             |
| 2010 | Live from Dortmund                           |

## Singoli

### Come artista principale
| Anno | Titolo                                | Classifiche | Classifiche | Classifiche | Classifiche | Classifiche | Classifiche | Classifiche | Classifiche | Classifiche | Classifiche | Certificazioni | Album di provenienza                              |
| Anno | Titolo                                | USA         | AUS         | AUT         | CAN         | GER         | IRL         | ITA         | NZL         | SWI         | UK          | Certificazioni | Album di provenienza                              |
| ---- | ------------------------------------- | ----------- | ----------- | ----------- | ----------- | ----------- | ----------- | ----------- | ----------- | ----------- | ----------- | --- | ------------------------------------------------- |
| 2007 | Apologize (con Timbaland)             | 2           | 1           | 1           | 1           | 1           | 2           | 1           | 1           | 1           | 3           | - AUS: Platino (4) - BEL: Oro - CAN: Platino (5) - ITA: Platino (4) - SWI: Platino (3) - UK: Platino (2) - USA: Platino (3)                     | Dreaming Out Loud Shock Value                     |
| 2008 | Stop and Stare                        | 12          | 11          | 5           | 16          | 6           | 5           | 13          | 11          | 8           | 4           | - AUS: Oro - GER: Oro - UK: Oro | Dreaming Out Loud                                 |
| 2008 | Say (All I Need)                      | 106         | —           | —           | 75          | 41          | 48          | —           | —           | —           | 51          | | Dreaming Out Loud                                 |
| 2008 | Mercy                                 | —           | —           | —           | —           | —           | —           | —           | —           | —           | —           | | Dreaming Out Loud                                 |
| 2009 | Come Home (feat. Sara Bareilles)      | 80          | —           | —           | —           | —           | —           | —           | —           | —           | —           | | Dreaming Out Loud                                 |
| 2009 | All the Right Moves                   | 18          | —           | 9           | 27          | 14          | 5           | 26          | 8           | 2           | 26          | - CAN: Platino - GER: Oro - SWI: Platino - USA: Platino (2)                                                                                     | Waking Up                                         |
| 2009 | Secrets                               | 21          | 93          | 4           | 32          | 3           | —           | 77          | 27          | 19          | 77          | - GER: Oro - ITA: Oro - UK: Argento - USA: Platino (2)                                                                                          | Waking Up                                         |
| 2010 | Marchin On                            | —           | —           | 7           | —           | 6           | —           | —           | 23          | 37          | —           | - GER: Oro | Waking Up                                         |
| 2010 | Good Life                             | 8           | 62          | 9           | 5           | 19          | 41          | 47          | 22          | 14          | —           | - GER: Oro - ITA: Oro - USA: Platino (3) | Waking Up                                         |
| 2012 | Feel Again                            | 36          | —           | 19          | 59          | 9           | —           | —           | —           | 34          | —           | - USA: Oro | Native                                            |
| 2013 | If I Lose Myself                      | 74          | 14          | 5           | 41          | 6           | 14          | 41          | 18          | 9           | 8           | - GER: Platino - ITA: Platino - SWI: Oro - UK: Oro                                                                                              | Native                                            |
| 2013 | Counting Stars                        | 2           | 2           | 4           | 1           | 3           | 2           | 8           | 2           | 9           | 1           | - AUS: Platino (7) - AUT: Platino - BEL: Oro - CAN: Diamante - GER: Oro (3) - ITA: Platino (4) - SWI: Platino - UK: Platino (5) - USA: Diamante | Native                                            |
| 2013 | Something I Need                      | —           | 6           | 5           | —           | 74          | —           | —           | 4           | 21          | 78          | | Native                                            |
| 2014 | Love Runs Out                         | 15          | 22          | 3           | 4           | 3           | 14          | 17          | 20          | 3           | 3           | - CAN: Platino - GER: Platino - ITA: Platino - SWI: Platino - UK: Oro                                                                           | Native                                            |
| 2014 | I Lived                               | 32          | 86          | 43          | 29          | 61          | 44          | 18          | 35          | —           | 29          | - ITA: Platino - UK: Argento | Native                                            |
| 2016 | Wherever I Go                         | 55          | 32          | 29          | 38          | 33          | 39          | 17          | 34          | 29          | 29          | - BRA: Oro - CAN: Oro - FRA: Oro - GER: Oro - ITA: Platino (2) - UK: Argento                                                                    | Oh My My                                          |
| 2016 | Kids                                  | 96          | 63          | 55          | —           | 71          | 66          | 70          | 41          | 45          | 58          | - ITA: Platino - UK: Argento | Oh My My                                          |
| 2017 | Let's Hurt Tonight                    | —           | —           | 61          | —           | 98          | —           | 19          | —           | 26          | —           | - ITA: Platino (2) | Oh My My                                          |
| 2017 | No Vacancy                            | 113         | —           | 61          | 74          | 52          | 74          | 11          | —           | 34          | —           | - GER: Oro - ITA: Platino (3) | /                                                 |
| 2017 | Lift Me Up                            | —           | —           | —           | —           | —           | —           | —           | —           | —           | —           | | Oh My My                                          |
| 2017 | Truth to Power                        | —           | —           | —           | —           | —           | —           | —           | —           | —           | —           | | /                                                 |
| 2017 | Rich Love (feat. SeeB)                | 114         | 97          | 58          | 80          | 64          | 40          | —           | —           | 33          | 84          | - CAN: Oro - GER: Oro - ITA: Oro | /                                                 |
| 2018 | Start Again (feat. Logic)             | —           | 67          | 72          | 94          | 87          | 52          | 35          | —           | 53          | —           | - ITA: Platino | /                                                 |
| 2018 | Connection                            | 121         | 116         | —           | —           | —           | 84          | —           | —           | 92          | —           | - ITA: Oro | /                                                 |
| 2019 | Rescue Me                             | 105         | 26          | 17          | 58          | 24          | 27          | 44          | 22          | 21          | 52          | - AUS: Oro - BEL: Oro - GER: Oro - ITA: Platino - NZL: Oro - POL: Platino - USA: Oro                                                            | Human                                             |
| 2019 | Wanted                                | 109         | 78          | —           | —           | —           | 75          | —           | —           | 37          | —           | | Human                                             |
| 2019 | Somebody to Love                      | 106         | —           | —           | —           | —           | —           | —           | —           | —           | —           | | Human                                             |
| 2020 | Didn't I                              | 119         | —           | 66          | —           | —           | —           | —           | —           | 38          | —           | | Human                                             |
| 2020 | Better Days                           | —           | —           | —           | —           | —           | —           | 38          | —           | 53          | —           | - ITA: Platino | Human                                             |
| 2020 | Lose Somebody (con Kygo)              | 88          | 31          | 28          | 48          | 45          | 35          | —           | 42          | 20          | 46          | | Golden Hour                                       |
| 2020 | Wild Life                             | —           | —           | —           | —           | —           | —           | —           | —           | —           | —           | | Clouds (Music from the Disney+ Original Movie)    |
| 2021 | Run                                   | 111         | 56          | 24          | 56          | 19          | 40          | 31          | 50          | 15          | 90          | - ITA: Platino | Human                                             |
| 2021 | Someday                               | —           | —           | —           | —           | —           | —           | —           | 53          | 78          | —           | - ITA: Oro | Human                                             |
| 2021 | Sunshine                              | —           | —           | 36          | —           | 63          | —           | —           | 72          | 14          | —           | | Artificial Paradise                               |
| 2022 | West Coast                            | —           | —           | —           | —           | —           | —           | —           | 46          | 65          | —           | | Artificial Paradise                               |
| 2022 | You Were Loved (con Gryffin)          | —           | —           | —           | —           | —           | —           | —           | —           | —           | —           | | /                                                 |
| 2022 | I Ain't Worried                       | 6           | 2           | 10          | 3           | 19          | 4           | 49          | 1           | 6           | 3           | - AUS: Platino - ITA: Platino - NZL: Platino (2) - UK: Platino (2)                                                                              | Top Gun: Maverick (Music from the Motion Picture) |
| 2023 | Runaway                               | —           | —           | —           | —           | —           | —           | —           | 46          | —           | —           | | Artificial Paradise                               |
| 2023 | Mirage                                | —           | —           | —           | —           | —           | —           | —           | —           | —           | —           | | Artificial Paradise                               |
| 2023 | Dear Santa                            | 106         | —           | 56          | 72          | 42          | —           | —           | 64          | 80          | —           | | /                                                 |
| 2024 | I Don't Wanna Wait (con David Guetta) | 96          | 57          | 12          | 27          | 10          | 18          | 70          | 50          | 7           | 19          | | Artificial Paradise                               |
| 2024 | Fire (con Meduza e Leony)             | —           | —           | 49          | —           | 29          | —           | —           | —           | 68          | —           | | UEFA Euro 2024                                    |
| 2024 | Hurt                                  | —           | —           | —           | —           | —           | —           | —           | 61          | —           | —           | | Artificial Paradise                               |
| 2024 | Sink or Swim                          | —           | —           | —           | —           | —           | —           | —           | —           | —           | —           | | Artificial Paradise                               |
| 2025 | Chasing Paradise (con Kygo)           | —           | —           | —           | —           | 91          | —           | —           | 53          | 76          | —           | | /                                                 |
| 2025 | Beautiful Colors                      | —           | —           | —           | —           | —           | —           | —           | 70          | —           | —           | | /                                                 |

### Come artista ospite
| Anno | Titolo                                   | Classifiche | Classifiche | Classifiche | Classifiche | Certificazioni | Album di provenienza |
| Anno | Titolo                                   | USA Dance   | AUT         | IRL         | SWI         | Certificazioni | Album di provenienza |
| ---- | ---------------------------------------- | ----------- | ----------- | ----------- | ----------- | -------------- | -------------------- |
| 2018 | Stranger Things (Kygo feat. OneRepublic) | 13          | —           | 92          | 48          | - CAN: Oro     | Kids in Love         |
| 2019 | Bones (Galantis feat. OneRepublic)       | 17          | 58          | 54          | 63          | - ITA: Oro     | Church               |

### Singoli promozionali
| Anno | Titolo                     | Classifiche | Classifiche | Classifiche | Classifiche | Classifiche | Album di provenienza |
| Anno | Titolo                     | USA         | AUS         | CAN         | FRA         | NZL         | Album di provenienza |
| ---- | -------------------------- | ----------- | ----------- | ----------- | ----------- | ----------- | -------------------- |
| 2009 | Everybody Loves Me         | 105         | —           | 61          | —           | —           | Waking Up            |
| 2013 | What You Wanted            | —           | —           | —           | —           | —           | Native               |
| 2016 | Future Looks Good          | —           | 90          | —           | 96          | 44          | Oh My My             |
| 2016 | A.I. (feat. Peter Gabriel) | —           | —           | —           | —           | —           | Oh My My             |
| 2017 | Born to Race               | —           | —           | —           | —           | —           | /                    |
| 2024 | Nobody                     | —           | —           | —           | —           | 67          | Artificial Paradise  |
| 2025 | Invincible                 | —           | —           | —           | —           | 60          | Kaiju No.8           |

## Altri brani entrati in classifica
| Anno | Titolo                | Classifiche | Classifiche | Classifiche | Album di provenienza |
| Anno | Titolo                | AUT         | GER         | BEL         | Album di provenienza |
| ---- | --------------------- | ----------- | ----------- | ----------- | -------------------- |
| 2011 | Christmas Without You | 74          | —           | —           | /                    |
| 2014 | Burning Bridges       | —           | 96          | —           | Native               |
| 2025 | Starlight (The Fame)  | —           | —           | 41          | /                    |

## Videografia

### Album video
| Anno | Titolo                                                                                                  |
| ---- | --- |
| 2018 | Live in South Africa - Pubblicato: 2018 - Etichetta: Eagle Vision - Formati: DVD, BD, download digitale |

### Video musicali
| Anno | Titolo                                |
| ---- | ------------------------------------- |
| 2007 | Apologize (con Timbaland)             |
| 2008 | Stop and Stare                        |
| 2008 | Say (All I Need)                      |
| 2008 | Mercy                                 |
| 2009 | All the Right Moves                   |
| 2009 | Secrets                               |
| 2010 | Marchin On                            |
| 2011 | Good Life                             |
| 2012 | Feel Again                            |
| 2013 | If I Lose Myself                      |
| 2013 | Counting Stars                        |
| 2013 | Something I Need                      |
| 2014 | Love Runs Out                         |
| 2014 | I Lived                               |
| 2016 | Wherever I Go                         |
| 2016 | Kids                                  |
| 2016 | Let's Hurt Tonight                    |
| 2017 | Rich Love (feat. Seeb)                |
| 2018 | Born to Race                          |
| 2018 | Start Again (feat. Logic)             |
| 2018 | Connection                            |
| 2019 | Rescue Me                             |
| 2019 | Wanted                                |
| 2020 | Didn't I                              |
| 2020 | Better Days                           |
| 2020 | Lose Somebody (con Kygo)              |
| 2020 | Wild Life                             |
| 2021 | Run                                   |
| 2021 | Someday                               |
| 2022 | West Coast                            |
| 2022 | I Ain't Worried                       |
| 2023 | Runaway                               |
| 2023 | Mirage                                |
| 2023 | Dear Santa                            |
| 2024 | I Don't Wanna Wait (con David Guetta) |
| 2024 | Nobody                                |
| 2024 | Sink or Swim                          |
| 2024 | Hurt                                  |
| 2025 | Invincible                            |
| 2025 | Beautiful Colors                      |